# Seth Rogen
Seth Rogen (født 15. april 1982 i Vancouver) er en canadisk skuespiller, komiker, manuskriptforfatter og producer.

## Karriere
Han begyndte sin stand-up-karriere i teenageårene, hvor han som sekstenårig bl.a. kom på andenpladsen i Vancouver Amateur Comedy Contest. Mens Rogen stadig var bosiddende i Canada kom han i betragtning til tv-serien Freaks and Geeks, hvor han senere blev tildelt rollen som bipersonen Ken Miller. Efter han flyttede til Los Angeles for rollens skyld, blev Freaks and Geeks imidlertid aflyst efter blot en enkelt sæson. Rogen medvirkede herefter i Undeclared i en todelt rolle – både som manuskriptforfatter og skuespiller. 
Efter at have fået en prestigefyldt rolle som manuskriptforfatter for den satiriske tv-serie Da Ali G Show i successeriens sidste sæson, som Rogen og den resterende del af forfatterholdet modtog en Emmy-nominering for, blev han dirigeret mod en filmkarriere af vennen Judd Apatow. Han blev casted til en stor supplerende rolle i Apatows instruktørdebut The 40 Year Old Virgin, hvor han blev nævnt i rulleteksterne som medproducer. Efter at Seth Rogen modtog strålende anmeldelser af diverse filmkritikere, blev Universal Studios enige om at tilbyde canadieren en rolle i Judd Apatows næste instruktørfilm, Knocked Up.
Seth Rogen har medvirket i filmene Donnie Darko, You, Me and Dupree, Zack and Miri Make a Porno, Fanboys og Observe and Report foruden de Apatow-producerede komedier Anchorman, Superbad (en semi-biografi, som Rogen originalt havde planer om at lancere for år siden), Step Brothers og Pineapple Express, hvor han spiller en af hovedrollerne med James Franco som han også spiller sammen med i Freaks and Geeks. Han var også medhjælper til forfatterskabet af den Apatow-producerede film Drillbit Taylor, der bl.a. havde Owen Wilson i hovedrollen. Seth Rogen har også lagt stemme til adskillige film, såsom Shrek Den Tredje, The Spiderwick Chronicles, Horton Hears a Who!, Kung Fu Panda og Monsters vs. Aliens.

## Udvalgt filmografi (både som skuespiller og manuskriptforfatter)
- Anchorman: The Legend of Ron Burgundy (2004)
- The 40 Year Old Virgin (2005)
- You, Me and Dupree (2006)
- Knocked Up (2007)
- Superbad (2007)
- Drillbit Taylor (2008)
- Step Brothers (2008)
- Pineapple Express (2008)
- Fanboys (2009)
- Observe and Report (2009)
- Funny People (2009)
- Zack and Miri Make a Porno (2008)
- The Green Hornet (2011)